# オキクルミのチャシ及びムイノカ
オキクルミのチャシ及びムイノカは北海道平取町にあるアイヌ民族の聖地である。
「オキクルミ」はアイヌ神話に登場する神で、人間に狩猟法や穀物の栽培を伝授したと伝承される文化の神である。「チャシ」は城に類似したアイヌの施設の名称であり、詳しいことは判明していないが、「オキクルミのチャシ」はオキクルミが居を構えたとされる岩山である。また、「ムイノカ」はオキクルミのチャシの近隣にある岩山である。ムイノカはアイヌ語で「箕の形」を意味し、オキクルミの妻が地上に残した箕が岩に変じたものとされる。
平取町重要文化的景観に指定されており、同町荷負（におい）にオキクルミのチャシ及びムイノカ視点場が設けられている。
また「オキクルミのチャシ及びムイノカ」は日本国指定名勝「ピリカノカ」の構成要素に指定されている。